# Londonprotokollet (1944)
Londonprotokollet (engelska: London protocol ; tyska: Londoner Protokoll eller Zonenprotokoll ) trädde i kraft vid Nazitysklands villkorslösa kapitulation vid andra världskrigets slut, och definierade segrarmakternas inbördes uppdelning av Efterkrigstyskland i ockupationszoner, förutom Berlin, som fick en särskild status som en gemensamt ockuperad del, men för förvaltningen indelad i sektorer.

## Tillkomst och utveckling
Protokollet utarbetades av European Advisory Commission (EAC), en kommission tillsatt efter beslut av Storbritanniens, USA:s och Sovjetunionens utrikesministrar vid Moskvakonferensen i oktober 1943. Som namnet antyder, hade kommissionen sitt säte i London, närmare bestämt i Lancaster House.
Man utgick ifrån Tysklands utbredning per den 31 december 1937, respektive Stor-Berlin, såsom det definierades i Groß-Berlin-Gesetz från den 27 april 1920.
I Londonprotokollet lämnades frågan om Tysklands östgräns därhän.

### Första versionen

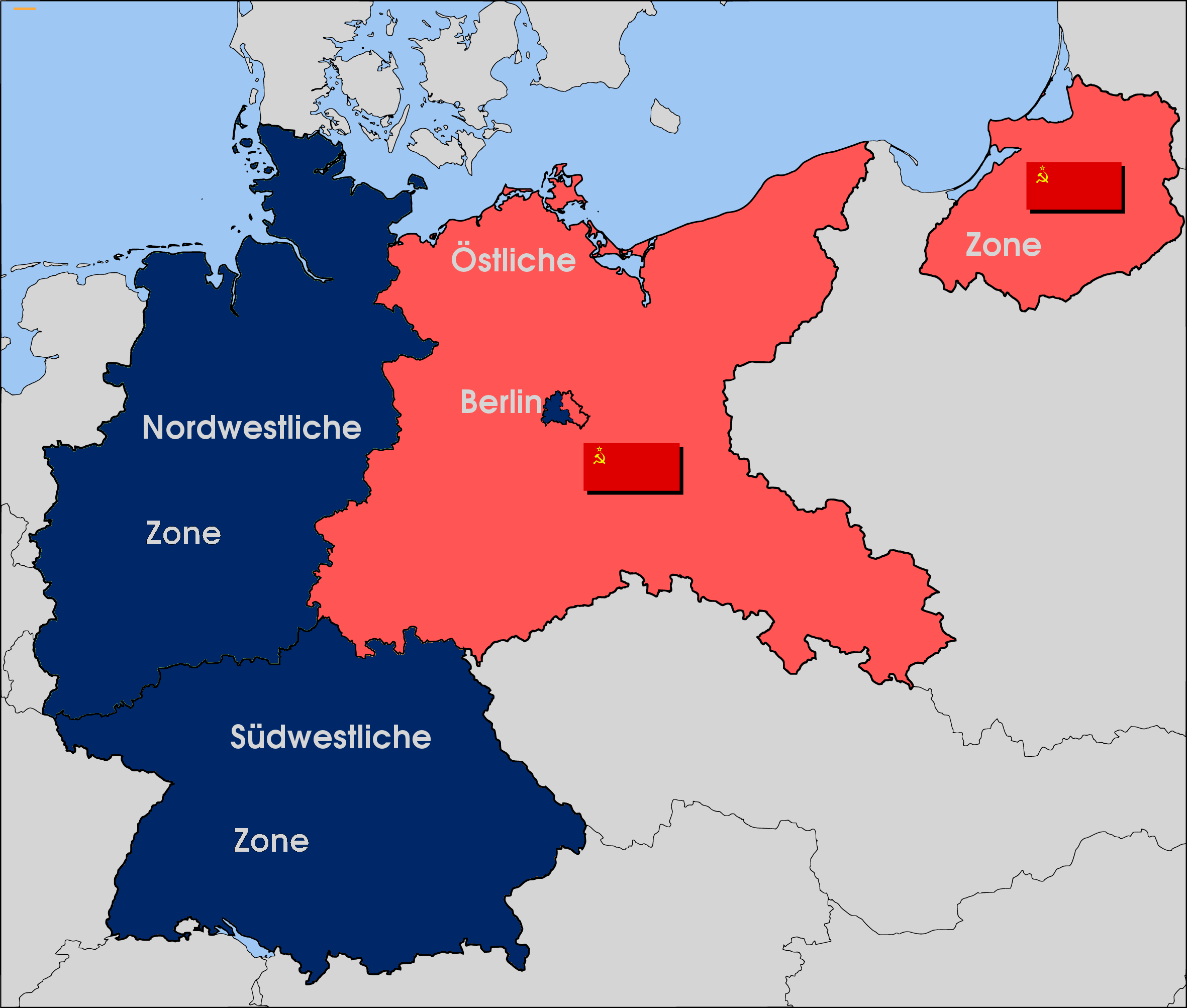
Första versionen, september 1944

I den första versionen, från den 12 september 1944, definierades tre ockupationszoner och tre Berlinsektorer; i båda fallen rör det sig om en östlig, en nordvästlig och en sydvästlig del. Den östliga zonen respektive sektorn tilldelades Sovjetunionen, medan det än så länge lämnades öppet vilka delar Storbritannien och USA skulle tilldelas.
Protokollet stipulerade att varje zon skulle ställas under en överbefälhavare, utsedd av regeringen för det land ockupationsstyrkorna tillhörde.
Berlin skulle delas in i sektorer för respektive ockupationsmakt men formellt stå under gemensam ockupation och styras gemensamt av en kommendatur, till vilken ockupationsmakterna bidrog med var sin kommendant utsedd av överbefälhavaren för respektive ockupationszon.

### Andra versionen

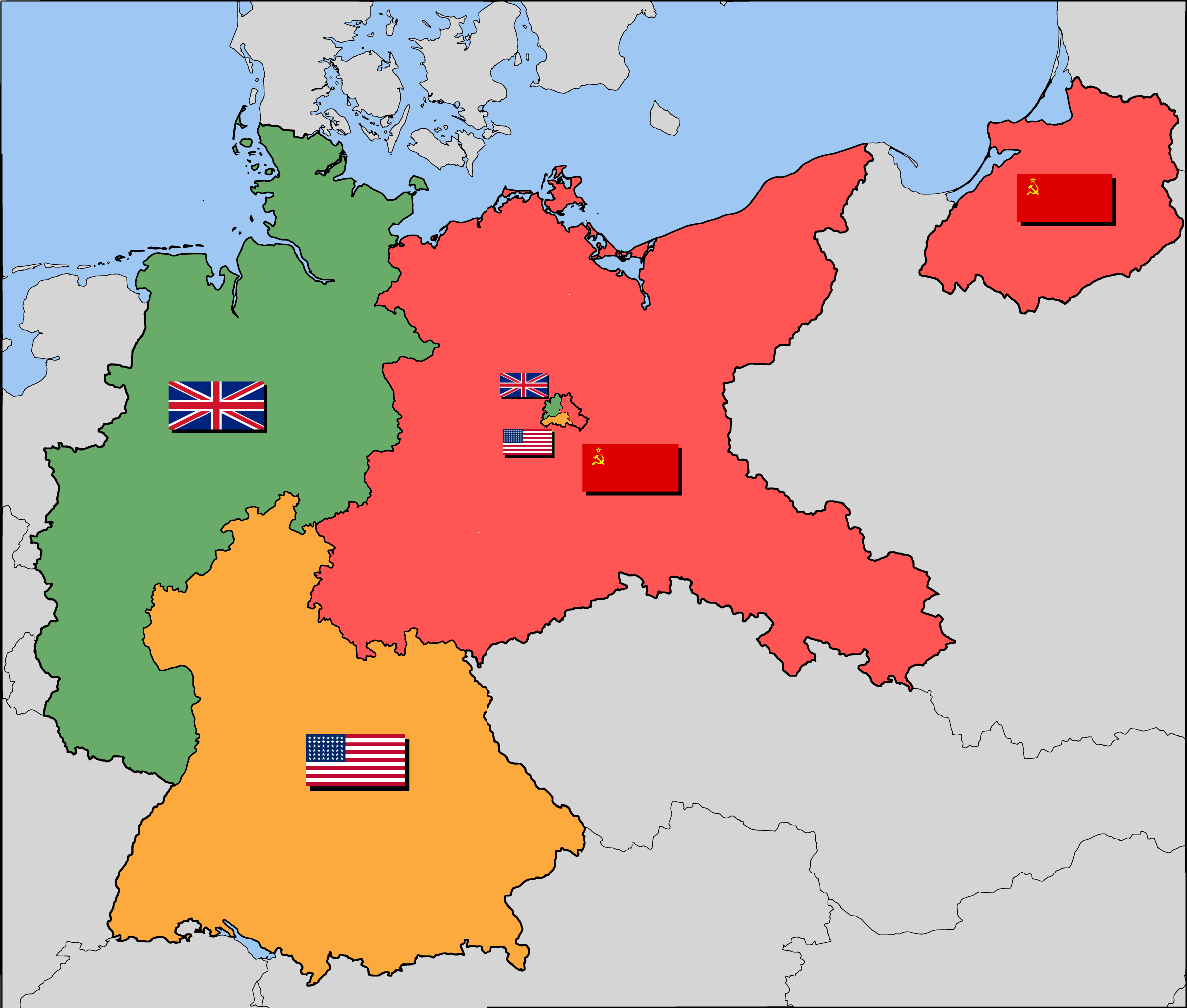
Andra versionen, november 1944

Vid Québec-konferensen 12–16 september nåddes en överenskommelse om att Storbritannien, efter smärre gränsjusteringar, skulle få den nordvästra zonen. USA fick därmed sydvästzonen och, eftersom den saknade kust, även Bremens och Bremerhavens hamnar vid Nordsjön. Detta fördes till protokollet med ett tillägg daterat 14 november 1944, där zonindelningen nu specificerades noggrannare. Storbritannien tilldelades den nordvästra Berlinsektorn, och USA den sydvästra.
Londonprotokollet, med tillägget från 14 november 1944, godkändes av Storbritannien den 5 december, USA den 2 februari samt Sovjetunionen den 6 februari, och trädde i kraft vid Tysklands kapitulation 7/8 maj 1945.

### Tredje och slutliga versionen

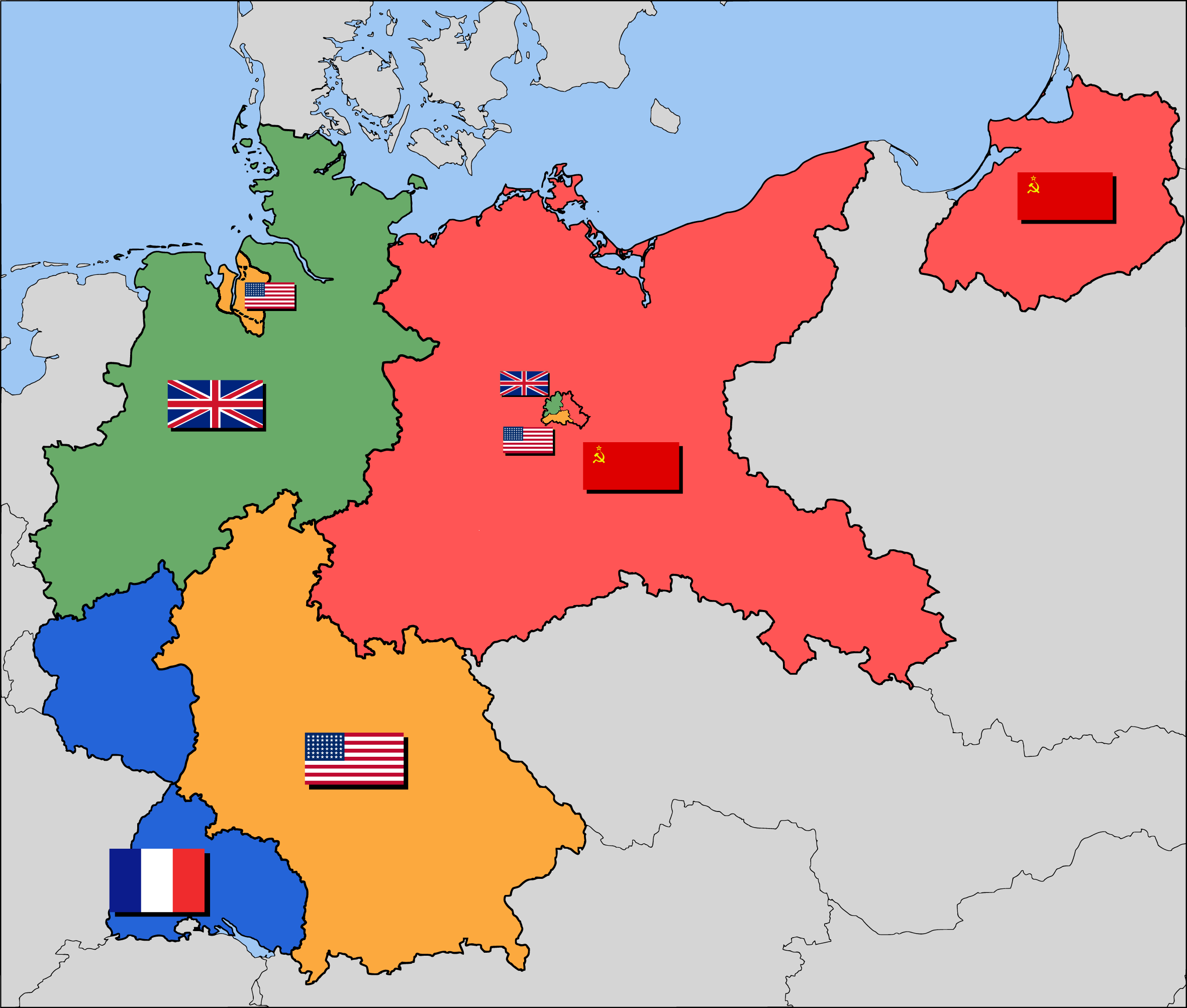
Tredje versionen, juli 1945

På Jaltakonferensen (4–11 februari) beslutades att Frankrike skulle få en västlig ockupationszon, till vilken Storbritannien och USA avträdde delar av sina zoner. Frankrike började under våren ta över detta område och EAC fick i uppdrag att utarbeta ett motsvarande tillägg till Londonprotokollet, inklusive en öppning för en fransk Berlinsektor. Den tredje och slutliga versionen av protokollet färdigställdes den 26 juli och kunde träda i kraft den 13 augusti 1945, efter formellt beslut på Potsdamkonferensen (17 juli – 2 augusti).
Den slutliga fördelningen av de tre västmakternas Berlinsektorer, det vill säga med tillägg av Frankrikes deltagande, beslutades vid det allierade kontrollrådets första möte, den 30 juli, i samband med Potsdamkonferensen.
EAC upplöstes i samband med Potsdamkonferensens beslut att skapa Utrikesministarnas råd.